# 洋沙湖镇
洋沙湖镇，前身为袁家铺镇，是中华人民共和国湖南省岳陽市湘阴县下辖的一个镇。

## 建制沿革
- 1955年，设城南乡；
- 1958年，属红旗公社；
- 1961年，设城南公社；
- 1984年，改称城南乡；
- 1995年，改置袁家铺镇。

## 行政区划
洋沙湖镇下辖以下村级行政区划单位：
长康里社区、袁家铺社区、洋沙湖社区、金辅村、沿江村、岳府村、大中村、花石村、联合村、伍桥村、名山村、洋沙湖村、涝溪桥村、罗塘村、城南村。